# Liste der denkmalgeschützten Objekte in Wiesen (Burgenland)
Die Liste der denkmalgeschützten Objekte in Wiesen enthält die 6 denkmalgeschützten, unbeweglichen Objekte der Gemeinde Wiesen.

## Denkmäler
| Foto |                 | Denkmal                                                                          | Standort                                                               | Beschreibung | Metadaten |
| ---- | --------------- | -------------------------------------------------------------------------------- | ---------------------------------------------------------------------- | --- | --- |
| ja   | Datei hochladen | Kath. Pfarrkirche Zum Heiligen Geist (neue Pfarrkirche) HERIS-ID: 24128seit 2021 | Bahnstraße 1a Standort KG: Wiesen                                      | Die Kirche wurde 1958–1962 von Josef Patzelt erbaut.                                                                                | BDA-Hist.: Q1594890 Status: Bescheid Stand der BDA-Liste: 2025-06-30 Name: Kath. Pfarrkirche Zum Heiligen Geist (neue Pfarrkirche) GstNr.: 3220/2 Heilig-Geist-Kirche (Wiesen) |
| ja   | Datei hochladen | Bürgerhaus HERIS-ID: 24133 Objekt-ID: 20508                                      | Hauptplatz 5 Standort KG: Wiesen                                       | Barockes Stöckl mit hohem Kellergeschoß.                                                                                            | BDA-Hist.: Q37882154 Status: Bescheid Stand der BDA-Liste: 2025-06-30 Name: Bürgerhaus GstNr.: 512/2                                                                           |
| ja   | Datei hochladen | Ehem. Pfarrkirche hl. Barbara/Aufbahrungshalle HERIS-ID: 24129 Objekt-ID: 20504  | Kirchengasse Standort KG: Wiesen                                       | Ehemalige Ausstattungen dieser Kirche befinden sich in der Neuen Pfarrkirche Hl. Geist.                                             | BDA-Hist.: Q1457528 Status: § 2a Stand der BDA-Liste: 2025-06-30 Name: Ehem. Pfarrkirche hl. Barbara/Aufbahrungshalle GstNr.: 1 Saint Barbara Church (Wiesen, Burgenland)      |
| ja   | Datei hochladen | Pest-/Dreifaltigkeitssäule HERIS-ID: 24139 Objekt-ID: 20514                      | Sauerbrunner Straße Standort KG: Wiesen                                | Die Dreifaltigkeitssäule im Ortszentrum wurde nach einer Epidemie im Jahr 1831 errichtet.                                           | BDA-Hist.: Q37882187 Status: § 2a Stand der BDA-Liste: 2025-06-30 Name: Pest-/Dreifaltigkeitssäule GstNr.: 3217/1 Trinity column, Wiesen                                       |
| ja   | Datei hochladen | Bildstock HERIS-ID: 24142 Objekt-ID: 20517                                       | Ecke Sauerbrunner Straße/Haselnussgasse vor Nr. 28 Standort KG: Wiesen | Kreuz, auf der Roten Erde, an der Straße nach Norden. Steinpfeiler mit Inschrift 1710. Der Bildstock wurde im Herbst 2011 zerstört. | BDA-Hist.: Q37882205 Status: § 2a Stand der BDA-Liste: 2025-06-30 Name: Bildstock GstNr.: 2095                                                                                 |
| ja   | Datei hochladen | Bildstock, Wetterkreuz HERIS-ID: 24145 Objekt-ID: 20520                          | Kreuzung Forchtenauer Straße/Obere Lindengasse Standort KG: Wiesen     | | BDA-Hist.: Q37882221 Status: § 2a Stand der BDA-Liste: 2025-06-30 Name: Bildstock, Wetterkreuz GstNr.: 1535                                                                    |

## Ehemalige Denkmäler
| Foto  |                 | Denkmal                                                               | Standort                               | Beschreibung | Metadaten |
| ----- | --------------- | --------------------------------------------------------------------- | -------------------------------------- | --- | --- |
| ja BW | Datei hochladen | Wegkapelle hl. Johannes Nepomuk/Angerkapelle Objekt-ID: 20519bis 2013 | bei Bahnstraße 146 Standort KG: Wiesen | 1719 erbaut. Einfache Sandsteinfigur des Heiligen Johannes Nepomuk mit der Inschrift I. 1808 P. Die Kapelle wurde 2009 zerstört. | BDA-Hist.: Q106680609 Status: § 2a Stand der BDA-Liste: 2013-06-28 Name: Wegkapelle hl. Johannes Nepomuk/Angerkapelle GstNr.: 1046/7 Angerkapelle, Wiesen |